# Stazione di Richmond
La stazione di Richmond è una stazione ferroviaria situata a Richmond, nel borgo londinese di Richmond-upon-Thames.
È posta sulle ferrovie Waterloo-Reading e Londra nord ed è servita anche dai treni della linea District della metropolitana di Londra.

## Storia
La Richmond and West End Railway (R&WER) aprì la prima stazione a Richmond il 27 luglio 1846, come capolinea per Clapham Junction, su un sito a sud del dell'attuale piattaforme per I treni veloci, che in seguito divenne un deposito di merci e dove ora sorge un parcheggio multipiano. Windsor, Staines e South Western Railway (WS & SWR) ha esteso la linea verso ovest, reindirizzando la stazione verso il lato ovest del Quadrant, sulle piste estese e leggermente a ovest dell'attuale piattaforma delle linee veloci. Sia R & WER che WS & SWR erano società sussidiarie della London and South Western Railway (L & SWR).
Dal 1871 la stazione servì anche la derivazione per Richmond della linea District della metropolitana di Londra.

## Strutture e impianti
Il fabbricato viaggiatori, progettato da James Robb Scott in pietra di Portland e datato 1937, è in stile art déco e presenta, sulla facciata, un orologio con quadrante quadrato.
L'area di fronte all'ingresso principale della stazione è stata resa pedonale nel 2013 e include un monumento dedicato al generale Bernard Freyberg, nato a Richmond.
In stazione vi sono sette binari, numerati da sud a nord:
- I binari 1 e 2 sono passanti e utilizzati dai treni del servizio di South Western Railway;
- I binari dal 3 al 7 sono di testa e, in particolare:
  - I treni della relazione Richmond-Stratford della London Overground utilizzano, generalmente, i binari 3 e 4;
  - I treni della linea District della metropolitana utilizzano, generalmente, i binari 5, 6 e 7 (occasionalmente il binario 4; non utilizzano mai il binario 3 per la mancanza della quarta rotaia, che utilizza la linea District utilizza per l'elettrificazione).

Il grande spazio tra i binari 3 e 4 è dovuto al fatto che, tra questi, esisteva una volta un altro binario di testa, utilizzato dalle locomotive a vapore.
A settembre 2011, sono stati realizzati dei lavori atti a estendere le banchine dei binari 1 e 2 al fine di accogliere treni fino a dieci carrozze. L'estensione è stata realizzata all'estremità occidentale delle banchine: un'estensione verso oriente era considerata impraticabile da National Rail dal momento che avrebbe richiesto l'allargamento dell'arcata del ponte di Church Road. In occasione di questi lavori, si è provveduto con la ristrutturazione delle tettoie delle banchine.
La stazione di Richmond rientra nella Travelcard Zone 4.

## Movimento
Richmond è un nodo ferroviario con servizi operati da South Western Railway, London Overground (relazione Richmond-Stratford) e London Underground (linea District).
Il tipico servizio negli orari di morbida prevede dieci treni all'ora di SWR diretti a Waterloo (due dei quali che effettuano fermata solo a Clapham Junction; due che effettuano fermata a Putney, Clapham Junction e Vauxhall; quattro che fermano in tutte le stazioni; due passanti per Hounslow e Brentford; due passanti per Kingston e Wimbledon), due all'ora diretti a Reading e due all'ora diretti a Windsor & Eton Riverside.

Il servizio di London Overground prevede quattro treni all'ora diretti a Stratford.

Il servizio della linea District della metropolitana consta di sei treni all'ora per Upminster.

## Interscambi
Nelle vicinanze della stazione effettuano fermata numerose linee urbane automobilistiche, gestite da London Buses.
- Fermata autobus
- Stazione taxi